# کل تخته
کل تخته، روستایی از توابع بخش ماهورمیلانی شهرستان ممسنی در استان فارس ایران است. اهالی این روستا از طایفه کشکولی بزرگ تیره طیبلو می‌باشند شغل اهالی این روستا  دامداری و کشاورزی دیم است 

## جمعیت
این روستا در دهستان میشان قرار دارد و براساس سرشماری مرکز آمار ایران در سال ۱۳۸۵، جمعیت آن ۱۱۶ نفر (۲۶خانوار) بوده‌است.